# Нова Љубовња
Нова Љубовња (слч. Nová Ľubovňa) насељено је мјесто са административним статусом сеоске општине (слч. obec) у округу Стара Љубовња, у Прешовском крају, Словачка Република.

## Становништво
| Година:    | 1994. | 2004.    | 2014.   | 2024.   |
| ---------- | ----- | -------- | ------- | ------- |
| Број људи: | 2437  | 2738     | 2949    | 3032    |
| Разлика:   |       | +12,35 % | +7,70 % | +2,81 % |

| Година:    | 2023. | 2024.   |
| ---------- | ----- | ------- |
| Број људи: | 3012  | 3032    |
| Разлика:   |       | +0,66 % |

Према подацима о броју становника из 2024. године насеље је имало 3032 становника.